# Huslia
Huslia (koyukon: Ts'aateyhdenaadekk'onh Denh) és un municipi d'Alaska (Estats Units) que el 2010 tenia 275 habitants.
El Districte Escolar de Yukon–Koyukuk gestiona l'escola Jimmy Huntington a Huslia.